# شاورمر
شاورمر (انگلیسی: Shawarmer) شرکت صنایع غذایی عربستانی است، که در سال ۱۹۹۹ توسط عبدالمحسن الربیعه تأسیس شد.
شاورمر یک رستوران زنجیره‌ای خاورمیانه‌ای با خدمات سریع است که در زمینه شاورما تخصص دارد. شاورمر اولین شعبه خود را در سال ۱۹۹۹ در ریاض افتتاح کرد و در حال حاضر در ۲۲ شهر عربستان سعودی با ۱۱۶ شعبه فعالیت می‌کند. مفهوم شاورمر حول نوآوری در شاورمای سنتی و حفظ استانداردهای کیفیت بین‌المللی برای محصولاتش می‌چرخد و شاورمر را به یکی از بزرگترین شرکت‌های صنایع غذایی در عربستان سعودی تبدیل کرده است.